# The Best of Henry Kuttner
The Best of Henry Kuttner è una raccolta di racconti di fantasy e fantascienza composti da Henry Kuttner e originariamente editi su varie riviste fra novembre 1933 e ottobre 1946; fu pubblicata per la prima volta negli Stati Uniti dalla casa editrice Doubleday entro la collana Science Fiction Book Club, come uscita del febbraio 1975. Nel novembre di quello stesso anno Doubleday avrebbe stampato un volume analogo dedicato alla moglie e collaboratrice di Kuttner, The Best of C. L. Moore, edito in italiano come La stagione della vendemmia.

## Contenuto della raccolta
Il volume antologizza sei racconti composti dal solo Henry Kuttner (marcati con il simbolo * nella lista seguente) e undici collaborazioni non accreditate con C. L. Moore; dei diciassette testi quattordici sono autoconclusivi, The Proud Robot è il primo episodio del ciclo di Galloway Gallagher (riunito nel romanzo fix-up Robots Have No Tail, 1952), mentre Exit the Professor e Cold War appartengono alla saga della famiglia Hogben; con l'eccezione di The Misguided Halo, tutti i materiali erano già apparsi in antologie precedenti. Nella prima edizione il volume includeva anche un'introduzione di Ray Bradbury tagliata nelle successive ristampe.
Si indica per ciascun testo la prima edizione su rivista.
- Henry Kuttner: A Neglected Master di Ray Bradbury.

1. Mimsy Were the Borogoves, Astounding Science-Fiction febbraio 1943;
2. Two-Handed Engine, The Magazine of Fantasy and Science Fiction agosto 1955;
3. The Proud Robot, Astounding Science-Fiction ottobre 1943 *;
4. The Misguided Halo, Unknown agosto 1939 *;
5. The Voice of the Lobster, Thrilling Wonder Stories febbraio 1950 *;
6. Exit the Professor, Thrilling Adventures ottobre 1947;
7. The Twonky, Astounding Science-Fiction settembre 1942;
8. A Gnome There Was, Unknown Worlds ottobre 1941;
9. The Big Night, Thrilling Wonder Stories giugno 1947 *;
10. Nothing But Gingerbread Left, Astounding Science-Fiction gennaio 1943;
11. The Iron Standard, Astounding Science Fiction dicembre 1943;
12. Cold War, Thrilling Adventures ottobre 1949;
13. Or Else, Amazing Stories agosto & settembre 1953;
14. Endowment Policy, Astounding Science-Fiction agosto 1943;
15. Housing Problem, Charm ottobre 1944 *;
16. What You Need, Astounding Science Fiction ottobre 1945;
17. Absalom, Startling Stories autunno 1946 *.

## Edizione italiana
L'antologia nel suo complesso non è mai stata tradotta in Italiano, tuttavia tredici dei diciassette testi sono apparsi in volumi miscellanei:
- La polizia dello Spazio (Or Else) in Destinazione Universo, I Gabbiani 1, Vallecchi Editore, 1957;
- Il robot vanitoso (The Proud Robot) in I robot non hanno la coda, Galassia 16, Casa Editrice La Tribuna, 1962;
- Il problema degli alloggi (Housing Problem) in La galleria degli spettri. Le migliori storie di fantasmi scelte da Hitchcock per i ragazzi (Alfred Hitchcock's Ghostly Gallery, 1962), a cura di Alfred Hitchcock, Rizzoli Junior, Rizzoli, 1962;
- Tutti smolai erano i Borogovi (Mimsy Were the Borogoves) in Pianeta 14, Compagnia Editoriale, 1967;
- Il Twonky (The Twonky) in Il twonky, il tempo e la follia, a cura di Sandro Sandrelli, SFBC 41, Casa Editrice La Tribuna, 1971;
- La furia (Two-Handed Engine), in Il sorriso metallico, Fantapocket 8, Longanesi & C., 1976;
- L'aureola fuorviata (The Misguided Halo) in Le grandi storie della fantascienza 1 – 1939 (Isaac Asimov Presents The Great Science Fiction Stories 1 – 1939, 1979), a cura di Isaac Asimov e Martin H. Greenberg, SIAD Edizioni, 1980;
- C'era uno gnomo (A Gnome There Was) in Le grandi storie della fantascienza 3 – 1941 (Isaac Asimov Presents The Great Science Fiction Stories 3 – 1941, 1980), a cura di Isaac Asimov e Martin H. Greenberg, SIAD Edizioni, 1981;
- Il sistema ferroso (The Iron Standard) in Le grandi storie della fantascienza 5 – 1943 (Isaac Asimov Presents The Great Science Fiction Stories 5 – 1943, 1981), a cura di Isaac Asimov e Martin H. Greenberg, SIAD Edizioni, 1982;
- Ciò che ti serve (What You Need) in Le grandi storie della fantascienza 7 – 1945 (Isaac Asimov Presents The Great Science Fiction Stories 7 – 1945, 1982), a cura di Isaac Asimov e Martin H. Greenberg, SIAD Edizioni, 1983;
- Absalom (Absalom) in Le grandi storie della fantascienza 8 – 1946 (Isaac Asimov Presents The Great Science Fiction Stories 8 – 1946, 1982), a cura di Isaac Asimov e Martin H. Greenberg, SIAD Edizioni, 1983;
- Esce il Professore (Exit the Professor) in Le grandi storie della fantascienza 9 – 1947 (Isaac Asimov Presents The Great Science Fiction Stories 9 – 1947, 1983), a cura di Isaac Asimov e Martin H. Greenberg, SIAD Edizioni, 1984;
- Guerra Fredda (Cold War) in Le grandi storie della fantascienza 11 – 1949 (Isaac Asimov Presents The Great Science Fiction Stories 11 – 1949, 1983), a cura di Isaac Asimov e Martin H. Greenberg, SIAD Edizioni, 1985.